# Мішель-Ежен Шеврель
Мішель-Ежен Шеврель (фр. Michel-Eugène Chevreul)  (31 серпня 1786, Анже — 9 квітня 1889, Париж) — франзузький хімік, що відкрив стеарин; відомий працями про жирні кислоти. За відкриття стеарину 1857 року нагороджений медаллю Коплі Лондонського королівського товариства.